# Steve Grand (músico)
Steve Grand (Lemont, Illinois, 28 de febrero de 1990) es un músico, cantante, compositor, modelo y empresario estadounidense. Fue aclamado por muchos como el primer cantante masculino de country abiertamente gay en atraer la atención en Estados Unidos, después de que el vídeo de su canción "All-American Boy" se convirtiese en viral en YouTube en menos de una semana en julio de 2013.

## Primeros años
Grand escribe música desde que tenía 11 años. A los 13 años se dio cuenta de que era gay y luchó por reconciliar su sexualidad con su fe católica. Confesó su sexualidad a sus amigos en el octavo grado. Después de que sus padres se enterasen de su sexualidad, lo inscribieron en una terapia de conversión durante cinco años. Aunque finalmente decidió que el tratamiento no era efectivo, ha expresado gratitud a su psicólogo, diciendo: "Yo no quiero golpear a mi terapeuta, aunque he llegado a creer realmente que la homosexualidad no es algo malo o pecaminoso, y no es algo de lo que Dios quiere que te deshagas, porque todavía tengo mucho respeto por él .... Parte de la terapia fue realmente útil - Tuve la oportunidad de hablar con alguien, él era tan compasivo y él realmente creía en mí. Terminamos teniendo una perspectiva completamente diferente.". Debido a que se ha negado a condenar la terapia de conversión, y también porque no ha dejado de ser empleado como director musical de la iglesia católica, ha sido criticado por activistas que cuestionan si se puede ver como un modelo positivo.
Después de graduarse en el instituto Lemont, Grand asistió a la Universidad de Belmont en Nashville, Tennessee , durante un año. Regresó a Chicago para matricularse en la Universidad de Illinois y más tarde abandonó para dedicarse a su carrera musical.

## Carrera musical
Antes de lanzar su carrera musical, Grand trabajó como modelo bajo el seudónimo de Steve Chatham, fue modelo de la portada de la revista Australiana ADN en 2011. También realizó versiones de canciones bajo el nombre Steve Starchild. Tocaba el piano en el Joynt en el centro Chicago en 2013. También en 2013, hizo un video musical de su canción "All-American Boy", que produce con un coste de 7.000 dólares. El video fue dirigido y editado por el galardonado cineasta de Chicago, Jason Knad. El video fue publicado en YouTube el 2 de julio de 2013 y de inmediato fue viral. Solo ocho días después, el video tenía más de 1.000.000 de visionados.
El 18 de julio de 2013, Grand hizo su debut en televisión, cantando "All-American Boy" en la Windy City Live.
El 6 de septiembre de 2013, Grand lanzó su canción acompañado de su video musical, "Stay".
El 31 de diciembre de 2013, Gran declaró en su página de Facebook que su álbum debut sería lanzado en la primavera del otro año, 2014.

## Grand Axis
Es también dueño y fundador de la empresa de ropa interior y bikinis para hombre Grand Axis, en la cual él además rige como director creativo y modelo de las distintas piezas de la tienda. Fue fundada en diciembre del 2019, y a pesar de que meses después iniciara la pandemia de Covid-19, la empresa se mantuvo a flote y se volvió un éxito debido a Grand volverse viral en plataformas como Twitter y TikTok, en la que mediante fotos y vídeos posa sensualmente sus slips y bikinis pertenecientes a la marca. A raíz de ello, Grand se ha dedicado por completo en su empresa, dejando su carrera musical en segundo plano.

## Singles
| Año  | Título              | Liberación      | Videoclip |
| ---- | ------------------- | --------------- | --------- |
| 2013 | All-American Boy    | 2 de julio      | Sí        |
| 2013 | Stay                | 7 de septiembre | Sí        |
| 2014 | Back to California  | 26 de febrero   | Sí        |
| 2014 | Bennie and the Jets | 4 de noviembre  | No        |
| 2014 | Time                | 4 de noviembre  | Sí        |

| Año  | Título         | Cantante                         | Liberación   | Videoclip |
| ---- | -------------- | -------------------------------- | ------------ | --------- |
| 2012 | More Than This | Conor Matthews feat. Steve Grand | 19 de agosto | Sí        |